# Franco Sacchetti
Franco Sacchetti (c. 1330 i Firenze–c. 1400 sammesteds) var en italiensk forfatter. 
- Il libro delle rime
- La battaglia delle belle donne
- Battaglia delle belle donne, Carabba, 1917